# Jörg Spielvogel
Jörg Spielvogel (* 26. September 1961 in Bramsche) ist ein deutscher Althistoriker und Lehrer.
Er studierte von 1982 bis 1988 Klassische Philologie und Geschichte in Trier und Göttingen, wo er 1991 bei Jochen Bleicken mit einer Arbeit zu Cicero promoviert wurde.
Von 1992 bis 1995 war Jörg Spielvogel Studienreferendar in Bremen, anschließend übernahm er Lehraufträge an den Universitäten Bremen und Hamburg. 1997 bis 2003 war er als Wissenschaftlicher Assistent, 2003/2004 als Wissenschaftlicher Mitarbeiter in Bremen tätig, wo er sich 2000 auch habilitierte. Seine Arbeitsschwerpunkte sind die Sozialgeschichte des klassischen und archaischen Griechenlands sowie die Verfassungsgeschichte der römischen Republik und Kaiserzeit.
Seit 2004 war Spielvogel mehrere Jahre als Privatdozent an der Bremer Universität tätig. Inzwischen arbeitet er als Lehrer am Hermann-Böse-Gymnasium in Bremen.

## Schriften
- Amicitia und res publica: Ciceros Maxime während der innenpolitischen Auseinandersetzungen der Jahre 59-50 v. Chr. Steiner, Stuttgart 1993 (= Diss. Göttingen 1991), ISBN 3-515-06175-4 (Auszüge bei der Google-Buchsuche).
- Wirtschaft und Geld bei Aristophanes. Untersuchungen zu den ökonomischen Bedingungen in Athen im Übergang vom 5. zum 4. Jahrhundert v. Chr. Clauss, Frankfurt 2001 (= Habil. Bremen 2001), ISBN 3-934040-05-5.
- (Hrsg.) Res publica reperta. Zur Verfassung und Gesellschaft der römischen Republik und des frühen Prinzipats: Festschrift für Jochen Bleicken zum 75. Geburtstag. Steiner, Stuttgart 2002, ISBN 3-515-07934-3 (Auszüge bei der Google-Buchsuche).
- Septimius Severus. Wissenschaftliche Buchgesellschaft, Darmstadt 2006, ISBN 978-3-534-15426-5.